# 小臣艅犀尊

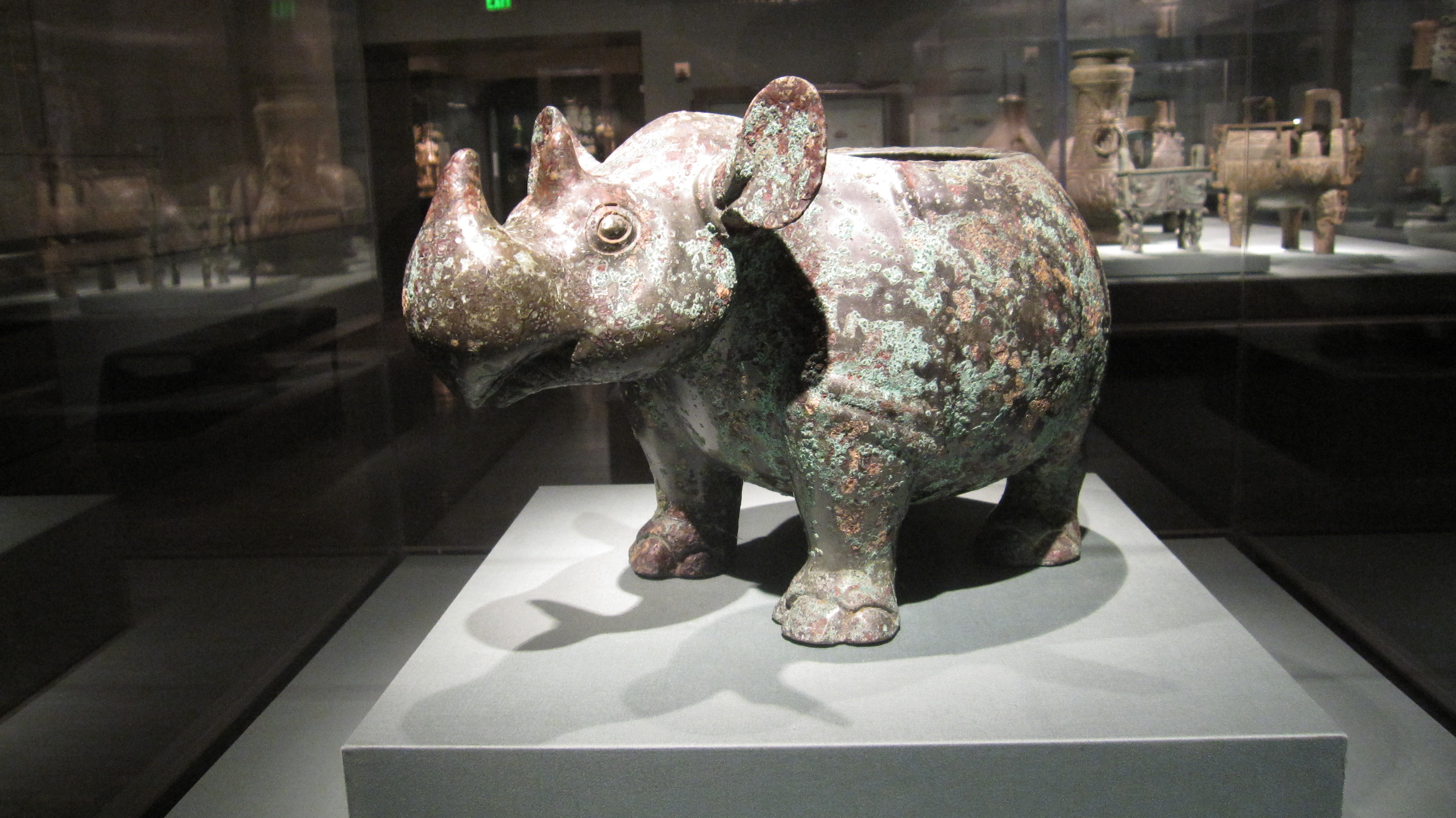
小臣艅犀尊

小臣艅犀尊（しょうしん よ さいそん）、あるいは小臣艅尊（しょうしん よ そん）、または小臣艅犧尊（しょうしん よ ぎそん）は、中国商代晩期の青銅器で、清代道光年間（一説に咸豊年間）、山東省寿張県梁山で出土した“梁山七器”の一つ。この器全体は双角犀牛形をしており、内底には27字の銘文があり、記録されているのは、商王の夷方征伐時に、小臣艅（よ）に若干の貝幣（ばいへい）を賞賜（しょうし）し、それによって、艅がこの器物を作って記念としたとのことである。この器は出土後、アメリカに流入し、国際オリンピック委員会会長アベリー・ブランデージの収蔵品だったことがあり、現在はアメリカのサンフランシスコ・アジア美術博物館に所蔵されている。

## 出土と収蔵
小臣艅犀尊は清代道光あるいは咸豊年間（1821年 - 1861年間）に山東省寿張県梁山（現在の梁山県）で出土し、同時に出土したものには、青銅鼎・甗などもあった、と伝えられる。これらの青銅器の器型は荘厳重厚、紋様は華麗繁縟で、周商青銅器の典型的代表であって、合わせて“梁山七器”と称する。小臣艅犀尊は出土後に海外に流出し、1920年代初にアメリカ人アベリー・ブランデージに収蔵された。当時のブランデージは裕福なエンジニアでビジネスマンであり、熱心なコレクターで、なおかつ優秀なアスリートであり、後になって国際オリンピック委員会会長を務めた。ブランデージが小臣艅犀尊をサンフランシスコ・アジア美術博物館に寄贈すると、すぐにこの美術館によって収蔵された。

## 器形

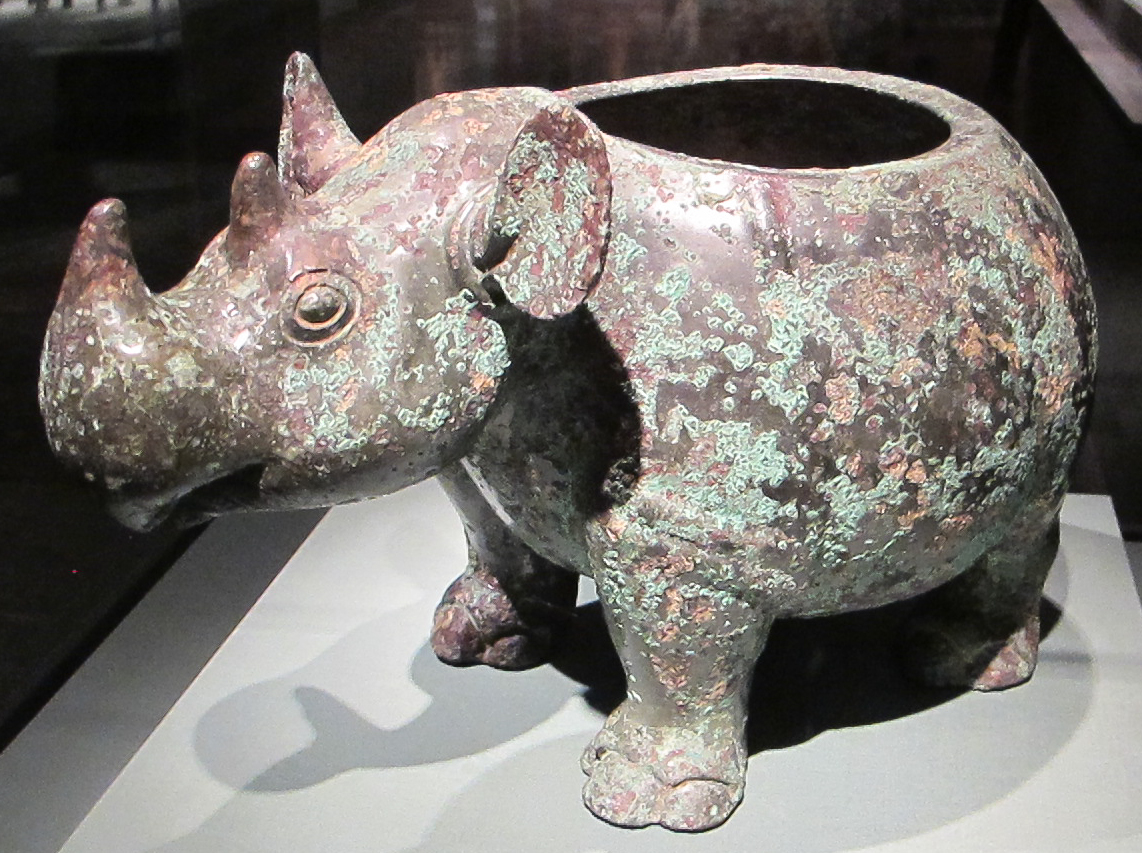

器形に基づけば、小臣艅犀尊は鳥獣尊に属し、盛酒器である。その器高は22.9cmに達し、長さは37cm、全体は双角犀牛形をしており、器の口は背部に開いているが、蓋は失われてしまっている。首は前に突き出し、角は反り返り、両耳は起ち上がり、体は豊かに肥えており、四足は荒々しく勇壮、器全体はスベスベで無紋。体積感が強く、サイがのっしのっしと歩んでいく様を表現している。
野生のサイは中国では既に迹を絶ち、絶滅前の久しい期間にもわずかに雲南に分布していたが、商代には、犀はただ中国南方に幅広く分布していただけでなく、黄河以北にさえ多くの生息地が存在していた。小臣艅犀尊の器形は写実的で、淳朴さを表し気韻に富んだ一頭のスマトラサイを造成しえている。
小臣艅犀尊は、現在、犀を造型したもので存世唯一の商代の青銅器である。中国にはもう一つ犀を造型した青銅器があり、それは、1963年陝西興平豆馬村出土の錯金銀雲紋銅犀尊である。錯金銀雲紋銅犀尊は現在、中国国家博物館に収蔵されているが、鋳造年代は前漢時期であり、小臣艅犀尊の商代より遥かに遅れる。

## 銘文

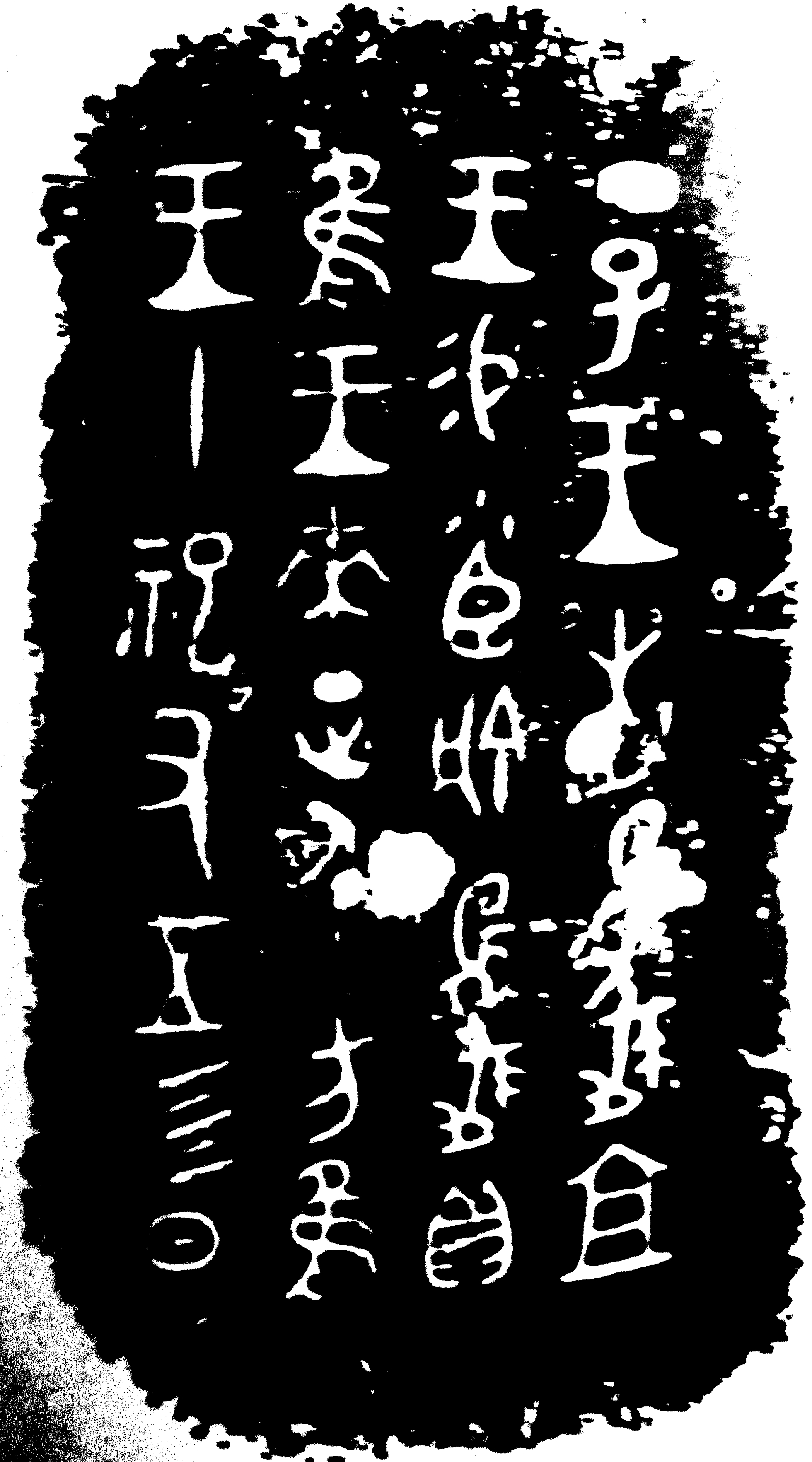
銘文

小臣艅犀尊は、重要な歴史価値も具えている。腹中の鋳銘文4行総27字、
1. 丁子（巳）：丁巳の日。殷人は干支紀日で、商代の干支の中、“巳”は“”と記され、“子”は“”と記されていた[注釈 4]。
2. 王𥃻（省）夔（京）：商王が夔京を巡視した。“夔京”は地名である。
3. 王易（賜）小臣艅夔貝：商王が夔の地で獲得した戦利品の貝幣を小臣艅に賞賜した。“易”は賜に通じる、賞賜。“小臣”は官職名、商朝は建国より滅亡までずっとこの小臣という官職を設けていたものの、責任を負う業務はそれぞれ異なった。“夔貝”、金文では、貝を賜うのに往々にして地名を冠しており、賜った貝幣の戦利獲得の場所を示す。
4. 隹（維）王来正（征）人（夷）方：商王が夷方を征討しに来た。“維”は語気詞。“正”は征に通じる、征討。“人方”は即ち夷方（中国語版）、東夷人の一支派、現在の山東省一帯に分布していた。
5. 隹（維）王十祀又五：商王が即位して15年目。周代の“王十又五祀”に異なり、商代は全て“王十祀又五”と記する形式であり、他にも『版方鼎』の“唯王廿祀又二”もそうである。
6. （肜）日：肜祭の日。

| 「 | 丁巳の日、商王が夔京を巡視し、商王が夔の地で獲得した戦利品の貝幣を小臣艅に賞賜した。商王が夷方を征討しに来たときのことであり、商王が即位して15年目、肜祭の日である。 | 」 |

この記載中の夷方の征伐については、同時期の甲骨文とその他の青銅器の銘文と相互に裏付けることができる。この器の銘文中の“王”は商代晩期の君主帝乙あるいは帝辛であり、それはこの器の鋳造が帝乙あるいは帝辛の時期であるはずである。
日本の中国史学者貝塚茂樹も殷末の東方経略に関する重要な記述のあるこの銘文に注目し、後に『古代殷帝国』（みすず書房）に結実する研究の一つとなる論文「殷末周初の東方經略に就いて」（1940年）を執筆した。